# Gnuplot
gnuplot是一套跨平臺的數學繪圖自由軟體。使用命令列介面，可以繪製數學函數圖形，也可以從純文字檔讀入簡單格式的座標資料，繪製統計圖表等等。它可以提供多種輸出格式，例如PNG，SVG，PS，HPGL，供文書處理、簡報、試算表使用。它並不是統計軟體或數學軟體。
gnuplot是有版权的，但自由分发；无须付费。
功能：
- 繪製二維或三維的圖像
- 繪製數學函數
- 通過處存在外部文件中的數據資料繪圖，繪製統計圖表
- 被外部程式（如GNU Octave和wxMaxima和TeXmacs）調用
- 匯出解析度極高的圖片

## 脚注
1. ↑  .   [2024年12月21日].
2. ↑  .   [2012-11-12]. （原始内容存档于2019-09-21）.

## 外部連結
- （英文）gnuplot homepage（页面存档备份，存于）
- （繁體中文）Gnuplot 導讀
- （繁體中文）地圖／統計圖／3d 函數圖／實驗報告圖 -- Gnuplot 純畫圖